# Io sono Mateusz
Io sono Mateusz (Chce się żyć) è un film polacco del 2013 diretto da Maciej Pieprzyca.

## Trama
Mateusz è affetto da una grave paralisi cerebrale, diagnosticata come ritardo mentale, quindi ostacolo insormontabile alla comunicazione del bambino con il resto del mondo. Il bambino vive nella Polonia post sovietica, con il padre che cerca di renderlo felice in tutti i modi.

## Produzione
Liberamente ispirato alla vita di Przemka Chrzanowskiego raccontata nel documentario Jak Motyl (trad. "Come una farfalla") di Ewa Pieta, a cui il film è dedicato, il film è stato scritto e diretto da Maciej Pieprzyca. Girato interamente in Polonia nel 2013 dalla Tramway Film Studio con il supporto del Polish Film Institute.

## Distribuzione
Il film è uscito nei cinema italiani il 12 marzo 2015 distribuito da Draka Distribution.

## Premi e riconoscimenti
- The Polish Film Awards 2014: Premio come miglior attore a Dawid Ogrodnik. Premio per la migliore sceneggiatura a Maciej Pieprzyca. Premio per il miglior attore non protagonista ad Arkadiusz Jakubik. Premio per la miglior attrice non protagonista ad Anna Nehrebecka.